# In the Sunset Country (film 1915 King)
In the Sunset Country è un cortometraggio muto del 1915 diretto da Burton L. King. Di genere western, il film aveva come interpreti Sherman Bainbridge, Walter Rodgers, James Benson, Louella Maxam, Jack Curtis.
Nel dicembre 1915, uscirà poi un altro In the Sunset Country diretto da Frank Cooley e prodotto dalla American Film Manufacturing Company.

## Produzione
Il film fu prodotto dalla Bison Motion Pictures.

## Distribuzione
Distribuito dalla Universal Film Manufacturing Company, il film - un cortometraggio in tre bobine - uscì nelle sale statunitensi l'11 settembre 1915.